# 貴州省政府 (中華民國)
貴州省政府是中華民國南京國民政府在貴州省的最高地方行政機關。

## 历史

### 末期
1948年，谷正伦任贵州省主席。1949年底，随着第二次国共内战军事失利，效忠中华民国政府的军队在贵州省内节节败退。12月间，贵州省的残余国府势力发生一系列投诚事件。国军第十九兵团和贵州军警、政府于12月10日在普安县宣布投降中华人民共和国政府，即普安起义。同日，在云南昆明的省政府秘书长何朝宗受前一日卢汉云南起义影响，以贵州省代主席身份宣布贵州起义。同月下旬，贵州省政府铜质印信、主席官章及省府电台人员被贵州省人民政府接收。